# Cuyahoga Valley National Park
 Cuyahoga Valley National Park er en nationalpark i delstaten Ohio, USA. Parken blev etableret 21. oktober 2000, og er på 133 km². De vigtigste naturattraktioner i nationalparken er landskabet langs Cuyahogafloden mellem Akron og Cleveland i den nordøstlige del af  delstaten Ohio i USA. 
Parken har vandfald, bakker, vandrestier og udstillinger af tidligt landliv.  Vandrestien Ohio and Erie Canal Towpath Trail følger kanalen Ohio and Erie Canal, hvor muldyr trak kanalbåde.  Parken har mange historiske hjem, broer og andre bygninger.
Parken er den eneste nationalpark i Ohio. Cuyahoga betyder «krogede flod» på Mohawk-sproget. Den blev oprindelig oprettet som et «US National Recreational Area» 27. december 1974, og gjort om til nationalpark af Kongressen 11. oktober 2000.